# Spargania plana
Spargania plana är en fjärilsart som beskrevs av Paul Dognin 1910. Spargania plana ingår i släktet Spargania och familjen mätare. Inga underarter finns listade i Catalogue of Life.